# Samuel Womack
Samuel Womack III (* 7. Juli 1999 in Detroit, Michigan) ist ein US-amerikanischer American-Football-Spieler. Er spielt auf der Position des Cornerbacks für die Indianapolis Colts in der National Football League (NFL). Zuvor spielte er College Football an der University of Toledo.

## Karriere
Womack erhielt nach der Highschool kein Stipendienangebot einer Division-I-Schule und besuchte daraufhin von 2017 bis 2021 die University of Toledo. Hier schaffte er es 2017 als Walk-on ins Footballteam und erhielt ein Stipendium im Folgejahr. In seiner ersten Saison kam er in sechs Spielen als Ersatz-Defensive-Back zum Einsatz und konnte vier Tackles sowie eine Interception erzielen. 2018 spielte er in allen 13 Spielen und verzeichnete 12 Tackles. 2019 konnte er 15 Pässe abwehren, der viertbeste Wert der FBS. 2020 limitierten sich seine statistischen Werte durch die pandemiebedingt gekürzte Saison. In seinem letzten Collegejahr konnte Womack mit erneut 15 abgewehrten Pässen den drittbesten FBS-Wert erzielen und wurde ins First-team All-MAC gewählt. Insgesamt konnte er 39 Pässe in seiner Karriere als Rocket abwehren, was einen Teamrekord darstellt. Zudem verzeichnete er 126 Tackles, fünf Interceptions und erzwang einen Fumble.
Im NFL Draft 2022 wurde Womack in der fünften Runde als insgesamt 172. Spieler von den San Francisco 49ers ausgewählt. Zusammen mit Tycen Anderson bildete er das erste Defensive-Back-Duo von Toledo, das im selben Draft ausgewählt wurde. Im Juni 2022 unterschrieb Womack seinen Vierjahresvertrag über vier Millionen US-Dollar, davon 333.544 $ als Unterschriftsbonus. Nach einer starken Preseason wurde Womack zum Starting-Nickelback, aber nach zwei Starts, in denen er fünf Passfänge bei sieben Pässen für 27 Yards zuließ, zum Ersatzcornerback und Special-Teamer abgestuft. Er beendete seine Rookie-Saison mit 19 Tackles, einer Interception und jeweils einem erzwungenen und eroberten Fumble. In der Saison 2023 zog sich Womack im Training vor dem zweiten Spieltag eine Knieverletzung zu und wurde auf der Injured Reserve List platziert. Im Rahmen der finalen Kaderverkleinerung wurde Womack vor Saisonbeginn 2024 gewaivet und anschließend von den Indianapolis Colts geclaimed.